# Turahan Beg
Turahan Beg (ou Tourakhan Beg ou Bey) est un général ottoman. Il apparaît pour la première fois en 1423.

## Biographie
En 1422, le sultan Mourad II décide de punir l'Empire byzantin d'avoir soutenu un de ses rivaux. Tandis qu'il assiège Constantinople sans succès, Turahan Beg reçoit l'ordre en 1423 de ravager le despotat de Morée. Celui-ci, théâtre de la guerre entre le despote Théodore II et le prince d'Achaïe, n'a pas les moyens de se défendre malgré l'accord de paix que les deux princes signent à la suite des pressions vénitiennes. Turahan Beg franchit sans difficulté l'Hexamilion récemment reconstruit par Manuel II Paléologue mais laissé sans défense et pille la Morée sans pour autant s'attaquer à Mistra qui réussit cependant à garder sa cohésion après le passage des Ottomans et même à s'étendre aux dépens des autres principautés de la région. 
En 1446, à la suite de sa victoire à Varna deux ans plus tôt, le sultan Mourad décide de se venger de l'aide que l'Empire byzantin avait apportée aux croisés. Dans un premier temps, il rétablit Nério Acciajuoli à la tête du duché d'Athènes dont il avait été chassé par le despote Constantin Paléologue. Turahan fait alors partie de l'expédition que Mourad conduit en Morée. Ce dernier, après avoir sans succès ordonné aux despotes Constantin et Thomas Paléologue de détruire l'Hexamilion sur lequel ils se retranchent, amène différentes machines de siège ainsi que de l'artillerie. Face à cette puissance de feu, les Byzantins sont condamnés à l'attentisme et le 10 décembre 1446, l'Hexamilion cède tandis que ses défenseurs sont tués ou faits prisonniers. À ce moment-là, Mourad se dirige vers le sud de Corinthe et Turahan prend la direction de Mistra, la capitale du despotat de Morée. Après avoir ravagé une partie de la Morée, Turahan rejoint les forces du sultan à Clarentza et se retire du despotat avec près de 60 000 prisonniers sans avoir pu, toutefois, prendre la ville de Mistra pour des raisons semble-t-il climatiques.
En 1452, en prévision du siège de Constantinople, Turahan est de nouveau envoyé en Morée pour ravager celle-ci. Encore une fois, l'Hexamilion n'est d'aucun secours pour les Byzantins et Turahan pille sans résistance la totalité de la Morée. Seul échec, son fils est capturé par Matthieu Paléologue Asen. Cette expédition prouve encore une fois l'incapacité des despotes à empêcher toute attaque turque et la population de la région cherche à se révolter contre cette passivité. C'est ainsi qu'en décembre 1453, Turahan envoie son fils Umur Pacha stopper l'état d'anarchie qui règne en Morée avant qu'il ne vienne lui-même dans la région l'année suivante à la demande de Thomas et de Démétrios Paléologue. Il meurt quelques années plus tard en 1456, quelques années avant les deux expéditions de Mehmed II qui aboutissent à la chute du despotat de Morée, en 1458 et 1460.

## Sources
- Donald MacGillivray Nicol (trad. Hugues Defrance), Les Derniers siècles de Byzance, 1261-453, Tallandier, coll. « Texto »
- Louis Bréhier, Vie et mort de Byzance, éditions Albin Michel.